# イビ・シン
イビ・シン（Ibbi Sin、在位：紀元前2028年 - 紀元前2004年）は、ウル第3王朝の第5代にして最後の王である。彼の治世は内憂外患に悩まされ、ついにウル第3王朝は滅亡することとなった。名前は「シン神に呼ばれたる人」の意。一般にウル第3王朝はシュメール系の王朝とされているが、彼の名前はアッカド語であり、メソポタミアにおけるアッカド語の普及を示す。

## 来歴
先王シュ・シンの息子として生まれ、その跡を継いでウル王となった。彼が即位して間もなく、プズリシュ・ダガンと呼ばれるウル第3王朝の行政センターの役割を果たした都市は正常に機能しなくなった。紀元前2025年に、エシュヌンナでイルシュ・イリアが独立し、ウルの統制を離れたことがそれに関係していたかもしれない。
エシュヌンナをつなぎ止めておくことに失敗し、さらに紀元前2022年にはウル地方で大規模な飢饉が発生し、国内経済は混乱に陥った。当時の記録によれば、穀物価格は一挙に60倍に跳ね上がったという。
イビ・シンはこの危機に対応するために、収穫のあった北部のイシンで穀物を購入するために配下のアムル人の将軍イシュビ・エッラに軍と銀を与えて派遣した。しかし、イシュビ・エッラは渡された銀で買える量の半分程度の穀物しか送付しなかった。また、アムル人の侵入のために他の穀物をウルに搬入できないことをイビ・シンに伝えた。さらに15年分の穀物が自分の手にあることを伝え、イシンとニップルの管理を自分に任せるように提案してきた。
このことにイビ・シンは激怒し叱責と詰問の書簡を送ったが、間もなくイシュビ・エッラはイシンを拠点に独立した（イシン第1王朝）。このことについて、イビ・シンがカザル市の長官プズル・ヌムシュダに語ったことが手紙として残っている。
「今やエンリル神は王権をつまらぬ男、イシュビ・エッラに与えた……マリの人イシュビ・エッラはウルを根底より破壊してしまうだろう……」
さらにラルサ市でもナプラヌムという名のアムル人が支配権を握ってウルの支配から脱した。これら一連の出来事によって、ウル第3王朝はウル市の近郊以外への影響力を喪失した。さらに東のエラムの圧力に苦しみ、エラムに対抗するためにイシュビ・エッラの地位を認めざるを得なかった。
最終的に紀元前2004年、エラム軍がウルに侵攻してウル第3王朝は滅亡した。『ウル滅亡哀歌』によればウル市は物資の不足に苦しみ、城門が突破され、都市は破壊されたという。実際に当時のウルの遺跡からは大規模な破壊の跡が確認されている。
イビ・シンはエラムによってアンシャンへと連れ去られ、その後の消息は不明である。